# ジュール＝トムソン効果
ジュール＝トムソン効果（ジュール＝トムソンこうか、英: Joule–thomson effect）とは、気体を多孔質壁を通して両側の圧力を一定に保ちながら膨張させた時に温度が変化することである。1852年に観測された現象に対して、ジェームズ・プレスコット・ジュールとウィリアム・トムソン（ケルビン卿）によって1861年に提唱された。この現象は気体の液化などに今日も応用されている。1908年にヘイケ・カメルリング・オネスはこの効果を利用して、ヘリウムの液化できる温度0.9 K (= −272.25 °C) を達成した。
この膨張の過程はジュール＝トムソン膨張 (Joule–thomson expansion) と呼ばれる。膨張に伴って温度が下降するか、上昇するかは膨張前の温度によって決まり、温度の上昇と下降が入れ替わる温度は逆転温度と呼ばれる。

## 概要
気体が入る2つの部屋を、多孔質壁を介してつなぎ、2つの部屋それぞれの圧力を均一に保つ条件のもと、一方の部屋から他方へと気体を押し出すというものが、ジュール＝トムソン膨張である。例えば圧力レギュレータで一定圧力に調整されたガスを多孔質を通して大気へ解放する状況がこれに当てはまる。このとき、終状態の圧力は始状態の圧力よりも必ず低くなる。ジュール＝トムソン効果は分子間距離が増大する際、分子間力に対して仕事をするために起こる。そのため理想気体ではこの現象は起こらない。高圧の気体の冷却効果として重要である。また、液化した気体の気化熱による冷却や断熱膨張による冷却とは区別する必要がある。

## ジュール＝トムソン係数
ジュール＝トムソン膨張は外部と熱のやり取りを行わない断熱過程であるが、不可逆過程でありエントロピーは増加する。一方で始状態と終状態でエンタルピーは変化せず、等エンタルピー過程であるといえる。圧力と温度で表した状態空間（T-p 図）上に等エンタルピー曲線を描いたとき、この曲線の傾き
{\displaystyle \mu _{\text{J-T}}=\left({\frac {\partial T}{\partial p}}\right)_{H}}
はジュール＝トムソン係数（Joule–thomson coefficient）と呼ばれ、ジュール＝トムソン効果を測る指標となる。
係数とはいうが、平衡状態に依存して決まる状態量であり、一般には温度と圧力の関数として表される。
気体の膨張、すなわち圧力の低下（Δp < 0）に伴って温度は
{\displaystyle \Delta T\simeq \mu _{\text{J-T}}\,\Delta p}
と変化する。μJ-T > 0 のとき ΔT < 0 であり、膨張に伴って温度は下降する。逆に μJ-T < 0 のときは ΔT > 0 であり、膨張に伴って温度は上昇する。従って、逆転温度において μJ-T = 0 である。
ジュール＝トムソン係数は、熱力学的状態方程式を用いると
{\displaystyle {\begin{aligned}\mu _{\text{J-T}}&=\left({\frac {\partial T}{\partial p}}\right)_{H}=-\left({\frac {\partial H}{\partial p}}\right)_{T}{\bigg /}\left({\frac {\partial H}{\partial T}}\right)_{p}\\&={\frac {1}{C_{p}}}\left[T\left({\frac {\partial V}{\partial T}}\right)_{p}-V(T,p)\right]\\&={\frac {TV}{C_{p}}}\left(\alpha -{\frac {1}{T}}\right)\\\end{aligned}}}
と変形される。ここで Cp は等圧熱容量、α は熱膨張係数である。
TV/Cp > 0 なので、(α − 1/T) の符号によってジュール＝トムソン係数の符号が決まる。
理想気体の場合は α = 1/T なので常に μJ-T = 0 であり、膨張に伴って温度は変化しない。従って、ジュール＝トムソン効果は実在気体に固有の現象といえる。実在気体の状態方程式をビリアル展開
{\displaystyle V(T,p)={\frac {RT}{p}}+B(T)+O(p^{1})}
の形で書くと
{\displaystyle \mu _{\text{J-T}}={\frac {1}{C_{p}}}\left[T\,{\frac {dB}{dT}}-B(T)\right]+O(p^{1})}
となる。ファン・デル・ワールス気体を考えると
{\displaystyle B(T)=b-{\frac {a}{RT}}}
{\displaystyle T\,{\frac {dB}{dT}}-B(T)={\frac {2a}{RT}}-b}
となり、充分に温度が低い領域でジュール＝トムソン係数が正であることが分かる。
低圧領域で考えて O(p1) を無視すると、ファン・デル・ワールス気体の逆転温度は
{\displaystyle T_{\text{inv}}={\frac {2a}{bR}}=2T_{\text{B}}={\frac {27}{4}}T_{\text{c}}}
で表される。ここで TB はボイル温度、Tc は臨界温度である。
準静的断熱膨張の場合は
{\displaystyle \left({\frac {\partial T}{\partial p}}\right)_{S}={\frac {TV}{C_{p}}}\,\alpha >\mu _{\text{J-T}}}
である。同じ圧力差の膨張ならジュール＝トムソン膨張より準静的断熱膨張の方が気体の温度を下げることができる。しかも、気体の熱膨張係数は正なので準静的断熱膨張では常に温度が低下する。しかし、気体の液化には技術的に簡単なジュール＝トムソン膨張が用いられている。